# Brunotartessus fulvus
Brunotartessus fulvus är en insektsart som beskrevs av Walker 1851. Brunotartessus fulvus ingår i släktet Brunotartessus och familjen dvärgstritar. Inga underarter finns listade i Catalogue of Life.